# Суперкубок Украины по мини-футболу
Суперкубок Украины по мини-футболу — мини-футбольное соревнование среди украинских клубов. Проводится с 2005 года. Трофей разыгрывают чемпион Украины и обладатель Кубка Украины.

## История
Согласно регламенту, турнир проводится ежегодно, начиная с 2005 года. Чаще всего победителем становился донецкий «Шахтёр» — трижды.
В 2010 году чемпионом и обладателем Кубка Украины стал львовский «Тайм» Львов, поэтому матч за Суперкубок не проводился.
В 2012 году трофей должны были разыгрывать «Локомотив» (Харьков) и «Энергия» (Львов), однако в связи с выступлением игроков харьковчан на студенческом чемпионате мира, а также участием львовских игроков в европейском мини-турнире, команды решили отменить матч. Тем не менее, через год эти же команды вновь получили право разыграть Суперкубок, и обладателем трофея стал «Локомотив», обыгравший «Энергию» со счётом 2:1.

## Финалисты
| Год  | Обладатель Суперкубка    | Финалист            | Счёт |
| ---- | ------------------------ | ------------------- | ---- |
| 2005 | «Шахтёр» Донецк          | «Интеркас» Киев     | 5:1  |
| 2006 | «Шахтёр» Донецк          | «Энергия» Львов     | 3:1  |
| 2007 | «Енакиевец» Енакиево     | «Энергия» Львов     | 5:2  |
| 2008 | «Шахтёр» Донецк          | «ТВД» Львов         | 2:0  |
| 2009 | «Тайм» Львов             | «Локомотив» Харьков | 4:0  |
| 2010 | -                        | -                   | -    |
| 2011 | «Ураган» Ивано-Франковск | «Энергия» Львов     | 4:3  |
| 2012 | -                        | -                   | -    |
| 2013 | «Локомотив» Харьков      | «Энергия» Львов     | 2:1  |
| 2014 | «Локомотив» Харьков      | «Энергия» Львов     | 8:2  |
| 2015 | «Локомотив» Харьков      | «Манзана» Киев      | 3:1  |
| 2016 | «Локомотив» Харьков      | «Энергия» Львов     | 7:0  |